# Heinrich Guttenberg
Pour les articles homonymes, voir Guttenberg.
Heinrich Guttenberg est un graveur d'interprétation à l'eau-forte et au burin, bavarois, né le 29 avril 1749 à Wöhrd (de), près de Nuremberg. L'essentiel de sa vie se partage entre Paris, où on le situe avec son frère aîné Carl Guttenberg dans l'entourage de Jean-Georges Wille, et Nuremberg où il est mort accidentellement le 16 janvier 1818.

## Biographie

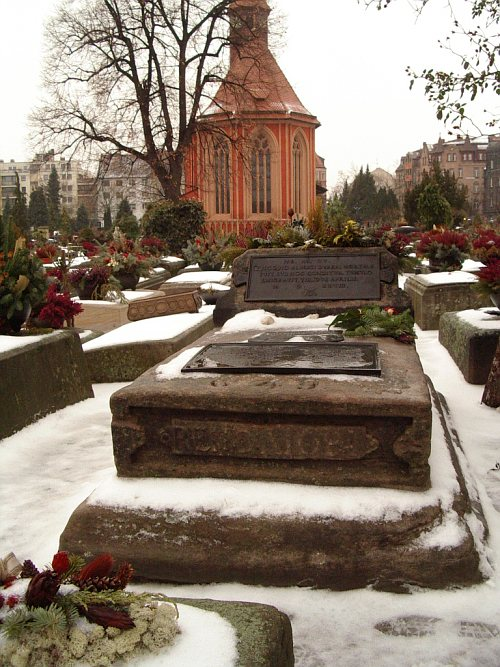
Nuremberg, La tombe Albrecht Dürer où repose Heinrich Guttenberg

Heinrich Güttenberg est l'élève à l'école d'art de Nuremberg du peintre et graveur Johann Justin Preissler (reconnu, pour son Ascension du Christ exécutée pour l'hôpital de Nuremberg, comme « l'un des peintres les plus habiles de son temps ») avant d'être l'élève, de 1766 à 1769, d'un graveur nommé Würsching. C'est ensuite clandestinement qu'il quitte l'humble domicile familial - sa biographie de 1823 relate un voyage difficile, se terminant à pieds avant une halte, contrainte par le manque d'argent, de plusieurs mois à Francfort - afin d'aller rejoindre à Paris son frère Carl et d'y travailler avec lui dans l'atelier de Jean-Georges Wille (ce dernier évoque dans son journal de joyeuses évasions dominicales dans les environs de Palaiseau, auxquelles participent les frères Guttenberg et où le dessin sur le motif s'accompagne d'une participation ludique aux tâches domestiques de la ferme).
Heinrich Guttemberg vit en Italie de 1789 à 1792 (période durant laquelle son frère Carl meurt à Paris), revenant en France pour s'installer brièvement à Fontainebleau avant de regagner Nuremberg où il enseigne la gravure (Johann Friedrich Geissler (de) et Albert Christoph Reindel y sont ses élèves entre 1797 et 1803). Restituant alors une personnalité à la fois « juste et simple, alliant l'humour et l'esprit, réunissant en lui le talent, la culture, le travail et le goût, versant tout autant dans les scènes historiques et les paysages », Georg Kaspar Nagler le situe en initiateur d'une nouvelle époque pour ses élèves de Nuremberg.
Heinrich Guttenberg est de retour à Paris en 1803 pour ne revenir à Nüremberg qu'en 1816. Une chute accidentelle qui se produit lors d'une simple promenade le 9 janvier 1818 l'emporte le 16 janvier suivant. Il repose au cimetière de la Johanneskirchhof de Nuremberg, dans la tombe même d'Albrecht Dürer.
L'autoportrait de Heinrich Guttenberg, dessin que conserve le musée de Nuremberg, a été en 1810 interprété en gravure par son élève Albert Christoph Reindel.

## Œuvre

### Artistes interprétés

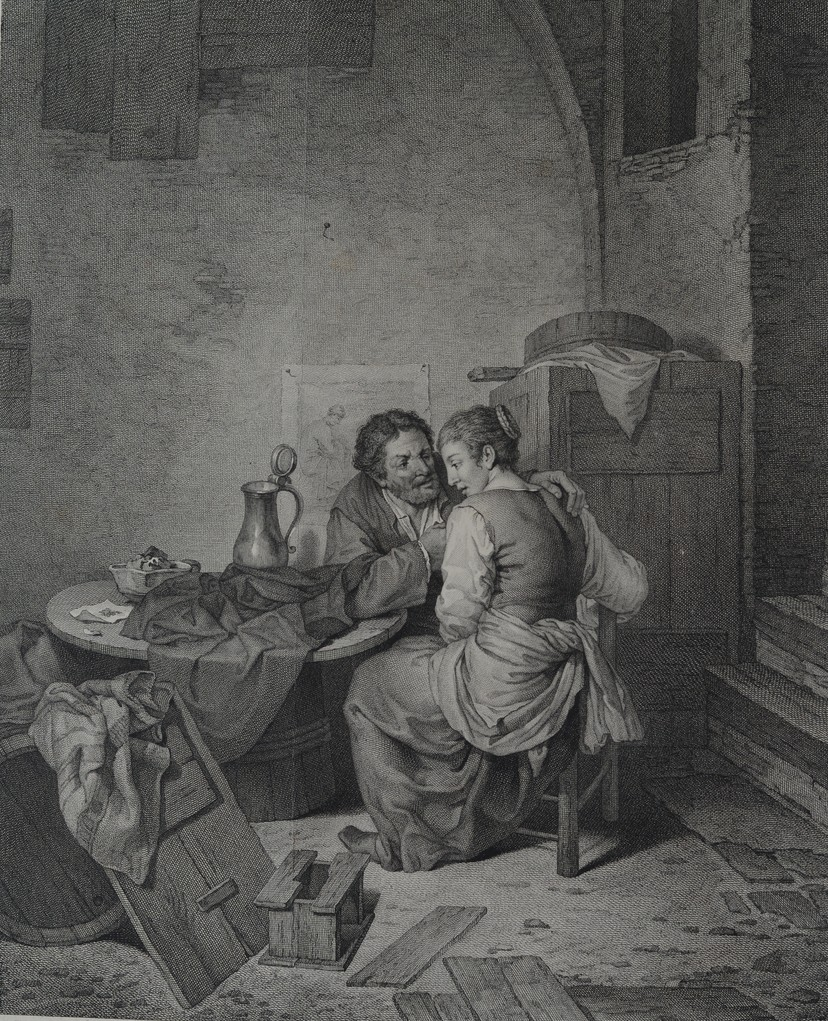
Scène domestique d'après Cornelis Bega

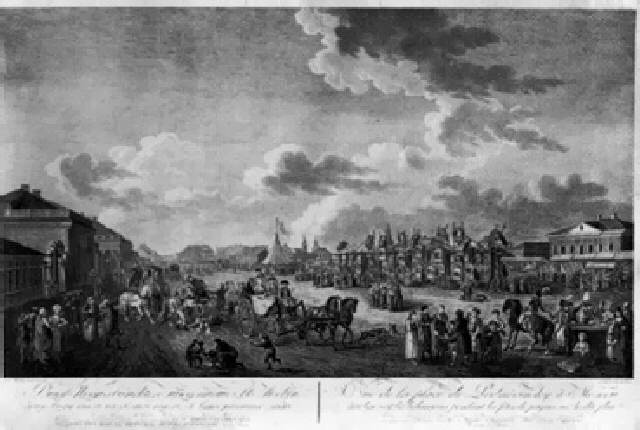
Vue de la place de Podnovinsky à Moscou, d'après Gérard de la Barthe, avant 1801

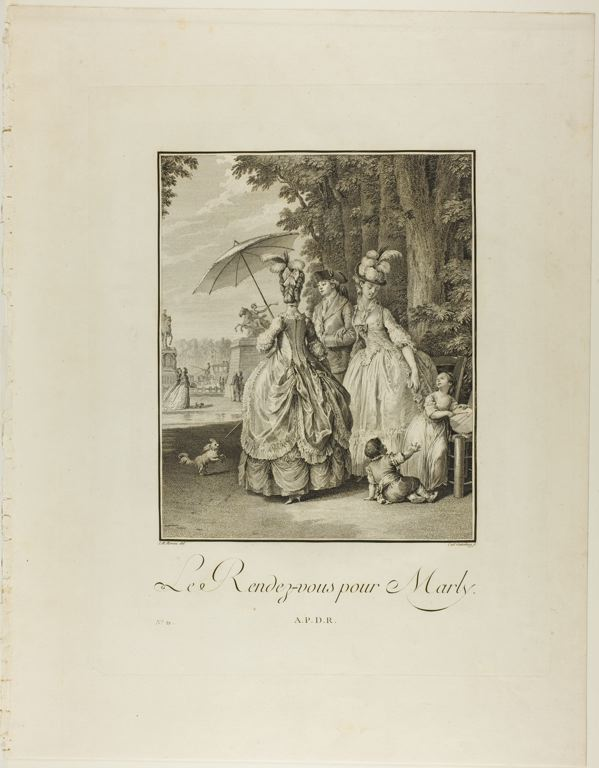
Le Rendez-vous pour Marly, d'après Jean-Michel Moreau

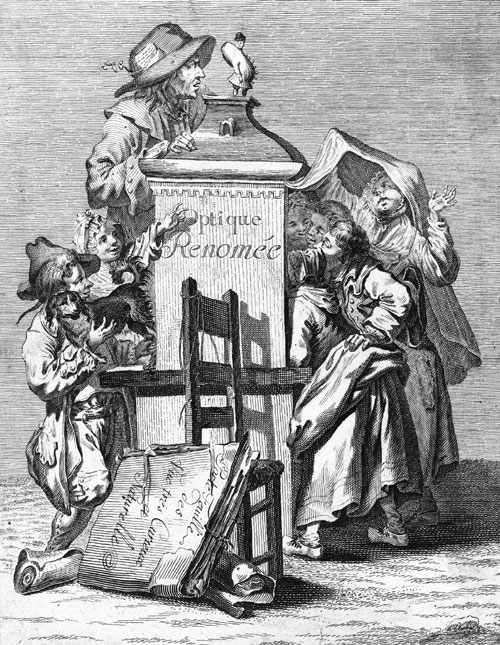
Optique renomée, d'après Johann Eleazar Schenau

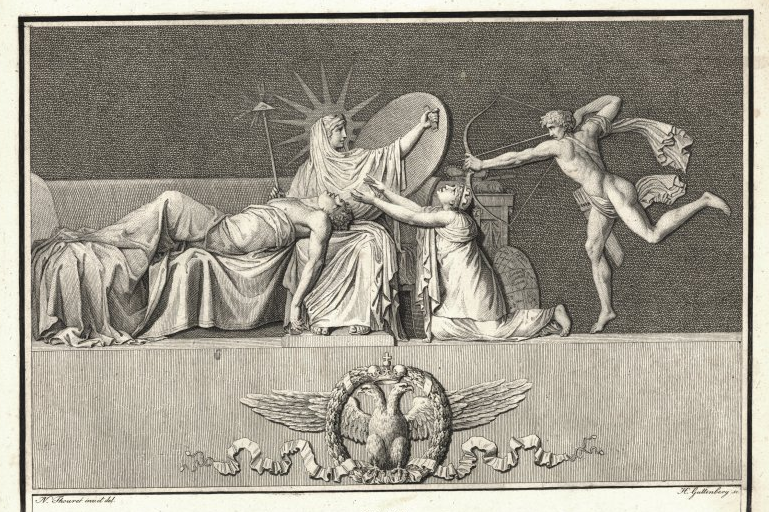
La Providence protégeant un prince souffrant, d'après Nikolaus Friedrich von Thouret.

- Frédéric Baroche, Le Repos en Égypte.
- Pierre Antoine Baudouin, Perrette, la petite laitière.
- Cornelis Bega, Scène domestique.
- Antoine Borel, Rendez-vous de chasse d'Henri IV.
- Charles-Nicolas Cochin, Chiron exerçant le petit Achille à la course, co-gravé avec Benoît-Louis Prévost pour L'Émile ou De l'éducation[5].
- Christian Wilhelm Ernst Dietrich, Le Matin[5].
- Philippe van Dyck, Judith et Holopherne.
- Jean-Baptiste Huet, Vaches et moutons[5].
- Jacob Jordaens, Les Quatre Évangélistes.
- Nicolas Lavreince, Le Mercure de France, 1784[6].
- Gérard de La Barthe, Vue de la place de Podnovinsky à Moscou, 1805[7].
- Filippo Lauri, Extase de saint François[7].
- Jean-Jacques Le Barbier, Couronnement de Jean de La Fontaine par Ésope aux Champs Élysées, gravure commencée en 1782 par Charles-François-Adrien Macret (1751-1783), terminée en 1785 par Heinrich Guttenberg[5].
- Madame Le Sueur, Jeune bacchante jouant des cymbales.
- Charles Monnet, Le Patriotisme des habitants de Calais, 1784.
- Jean-Michel Moreau, Les Dernières Paroles de Jean-Jacques Rousseau, 1775 ; La Course de chevaux ; Le Rendez-vous pour Marly[8], La Rencontre au bois de Boulogne[9], contribution à l'ouvrage Monument du costume physique et moral de la fin du XVIIIe siècle, ou tableaux de la vie de Nicolas Edme Restif de La Bretonne, Société typographique de Neuwied-sur-le-Rhin, 1789[10], Entrevue du pape Grégoire IV et de l'empereur Louis le Débonnaire en 833, Déposition de Childéric, dernier roi de la race des Mérovingiens, Trêve du Seigneur sous Henry.
- Rembrandt, Autoportrait[11], Saint François d'Assise.
- Hubert Robert,

Les Fouilles d'Herculanum
- Adolphe Roehn, Bivouac, la veille de Wagram.
- Salvator Rosa, Tobie et Azarias[7], La Pythonisse d'Endor[12].
- Raphaël Sanzio, La Sainte Famille[13].
- Johann Eleazar Schenau, Optique renomée (sic)[14].
- Jacques de Sève, Émerillon et Chat-huant[8].
- Pieter Cornelisz van Slingelandt, Jeune garçon à la souris et à la souricière, gravure pour la Galerie des peintres flamands, hollandais et allemands de Jean-Baptiste-Pierre Lebrun, Paris et Amsterdam, 3 volumes, 1792-1796[15].
- David Teniers le Jeune, Les Joueurs de cartes[7].
- Nikolaus Friedrich von Thouret (de), La Providence protégeant un prince souffrant.
- P. Vancolani, Vue de la cascade de Saint-Saphorin[5].
- Claude Joseph Vernet, Aglaé sauvée, Nanette effrayée.
- Pierre-Jacques Volaire, Éruption du Vésuve du 14 mai 1771[8].
- Philips Wouwerman, Une halte de cavaliers[16].
- Thomas Wyck, Le Chimiste en opération[5].

### Interprétation de Heinrich Guttenberg
- F. Joubart, Der Sohn des unglüclichen Königs Ludwig XVI bey Erblickung der Guillotine[17].

### Contributions bibliophiliques
- Guillaume-Thomas Raynal, Histoire philosophique et politique des établissements et du commerce des Européens dans les deux Indes, cinq volumes dont frontispice William Penn achète des sauvages le pays qu'il veut occuper gravé par Heinrich Guttenberg d'après Jean-Michel Moreau, chez Jean-Léonard Pellet, Genève, 1780.
- Jean-Benjamin de La Borde et Béat Fidèle Antoine Jean Dominique de La Tour-Châtillon de Zurlauben, Tableaux typographiques, pittoresques, physiques, historiques, moraux, politiques, littéraires de la Suisse, trois volumes, Clousier, Paris, 1780-1786.
- Pierre-François Basan, Collection de cent vingt estampes gravées d'après les tableaux et dessins qui composaient le cabinet de M. Poullain, (Vénus et l'Amour, d'après Cornelis van Poelenburgh, Scène rurale avec paysanne plumant un coq, enfant taquinant un chien, moutons et ruines antiques, d'après Jan Baptist Weenix), chez Basan et Poignant, Paris, 1781.
- Jean-Claude Richard de Saint-Non, Voyage pittoresque, ou description des royaumes de Naples et de Sicile, cinq volumes, chez Jean-Baptiste Delafosse, 1781-1786.
- Arnaud Berquin, L'Ami des enfants, gravures hors-texte dont frontispice, Le Déjeuner et Les Trois Gâteaux par Heinrich Guttenberg d'après Antoine Borel, Bureau de l'ami des enfants, 1791[18].

### Conservation dans les musées et collections publiques

#### Allemagne
- Germanisches Nationalmuseum, Nuremberg, Autoportrait, dessin.

#### Belgique
- Musée Wittert (Université de Liège), 18 gravures.

#### France
- Musée franco-américain du château de Blérancourt, William Penn achète des sauvages le pays qu'il veut occuper, d'après Jean-Michel Moreau[8].
- Espace Jean-Jacques-Rousseau du musée de l'abbaye de Chaalis, Fontaine-Chaalis, Les Dernières Paroles de Jean-Jacques Rousseau, d'après Jean-Michel Moreau.
- Bibliothèque universitaire de l'Institut catholique d'études supérieures, La Roche-sur-Yon, Histoire philosophique et politique des établissements et du commerce des Européens dans les deux Indes.
- Musée des Beaux-Arts d'Orléans, Optique renomée, d'après Johann Eleazar Schenau[14].
- Académie des sciences d'outre-mer, Paris, Histoire philosophique et politique des établissements et du commerce des Européens dans les deux Indes.
- Bibliothèque Mazarine, Paris, Histoire philosophique et politique des établissements et du commerce des Européens dans les deux Indes.
- Bibliothèque nationale de France, Paris.
- Bibliothèque Sainte-Geneviève, Paris, Histoire philosophique et politique des établissements et du commerce des Européens dans les deux Indes.
- Bibliothèque de la Sorbonne, Paris, Histoire philosophique et politique des établissements et du commerce des Européens dans les deux Indes.
- Institut national d'histoire de l'art, Paris, Jeune garçon à la souris et à la souricière, d'après Pieter Cornelisz van Slingelandt[15].
- Musée Carnavalet, La Course de chevaux et La Rencontre au bois de Boulogne, d'après Jean-Michel Moreau, 1789[9].
- Musée du Louvre, Paris, Perrette, la petite laitière, d'après Pierre Antoine Baudouin ; Mercure de France, d'après Nicolas Lavreince[19], Le rendez-vous pour Marly[8] et La Rencontre au bois de Boulogne, d'après Jean-Michel Moreau.
- Muséum national d'histoire naturelle, Paris, Émerillon et Chat-huant d'après Jacques de Sève[8], L'Éruption du Vésuve le 14 mai 1771 d'après Pierre-Jacques Volaire[8], Histoire philosophique et politique des établissements et du commerce des Européens dans les deux Indes.
- Petit Palais, Paris, La Sainte Famille, d'après Raphaël Sanzio[13].
- Musée national de l'Éducation, gravures pour L'Ami des enfants d'Arnaud Berquin[18].

#### Pays-Bas
- Rijksmuseum Amsterdam, Le Patriotisme des habitants de Calais, d'après Charles Monnet, 1784 ; La rencontre au bois de Boulogne, d'après Jean-Michel Moreau, 1789.

#### Royaume-Uni
- Hunterian Museum and Art Gallery, Glasgow, La Rencontre au bois de Boulogne, d'après Jean-Michel Moreau[20].
- British Museum, Londres, Vue de la place de Podnovinsky à Moscou, d'après Gérard de La Barthe, 1805 ; La Pythonisse d'Endor d'après Salvator Rosa[12] ; Scène rurale d'après Jan Baptist Weenix.

#### Russie
- Musée des beaux-arts d'Iekaterinbourg, Scène domestique, d'après Cornelis Bega.

#### Suisse
- Musée d'Art et d'Histoire de Genève, dix-sept gravures[5].

#### États-Unis
- Musée des beaux-arts de Boston, Monument du costume[10].
- Fogg Art Museum, Cambridge (Massachusetts)[7].
- Art Institute of Chicago[21].
- State Museum of Pennsylvania (en), Harrisburg, William Penn achète des sauvages le pays qu'il veut occuper, d'après Jean-Michel Moreau[22].
- Centre d'art britannique de Yale, New Haven, Voyage pittoresque, ou description des royaumes de Naples et de Sicile, de Jean-Claude Richard de Saint-Non.
- Metropolitan Museum of Art, New York, Les dernières paroles de Jean-Jacques Rousseau, d'après Jean-Michel Moreau.
- Philadelphia Museum of Art, Philadelphie, Autoportrait d'après Rembrandt[11].
- National Gallery of Art, Washington, Le Mercure de France, d'après Nicolas Lavreince, 1784[6].

## Notes et références

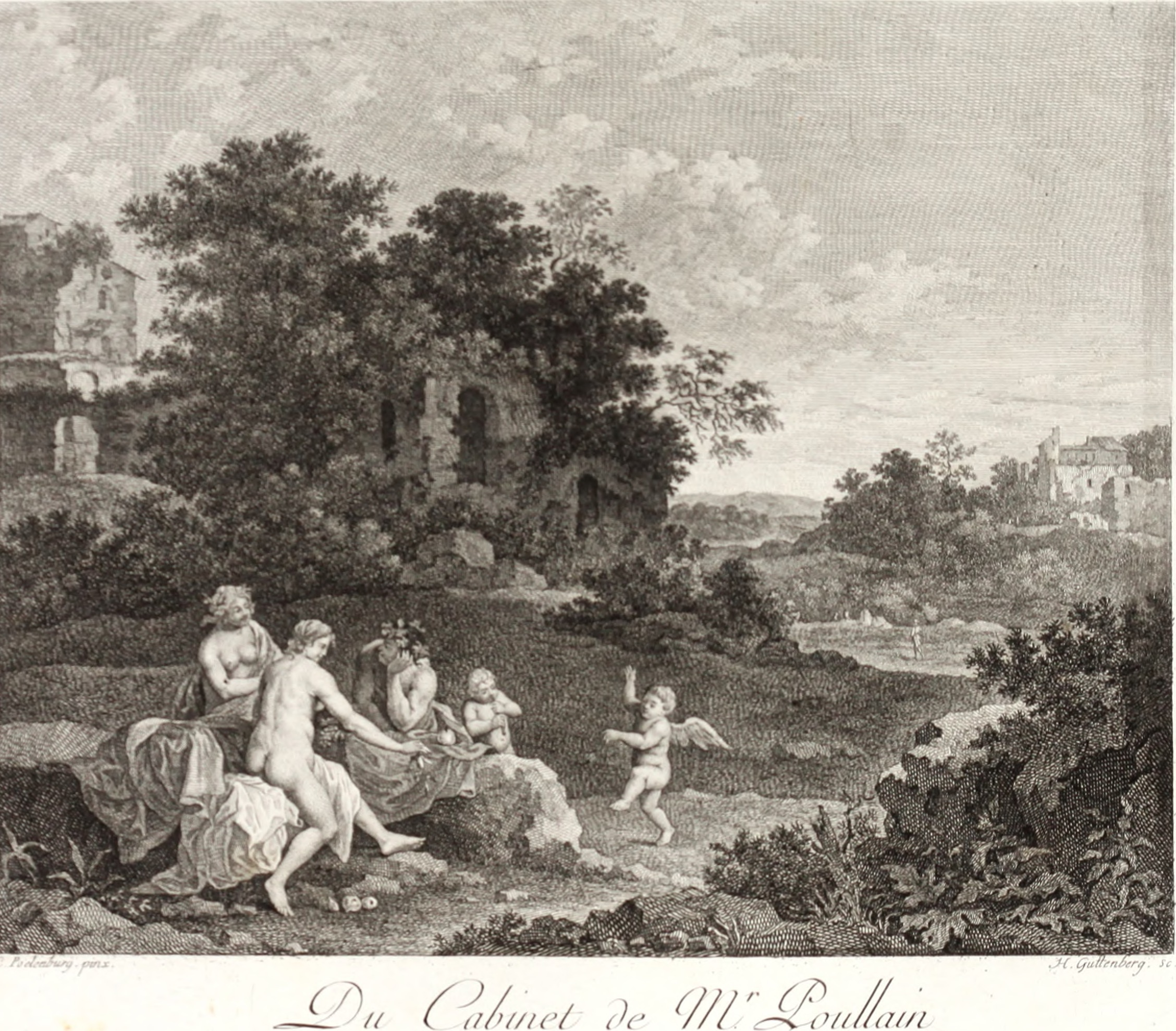
Vénus et l'Amour, d'après Cornelis van Poelenburgh (Suite Poullain)

#### Nouvelle-Zélande
- Christchurch Art Gallery Te Puna O Waiwhetu (en), Christchurch, Une halte de cavaliers, d'après Philips Wouwermans[16].